# 9e étape du Tour d'Italie 2004
Pour un article plus général, voir Tour d'Italie 2004.
La 9e étape du Tour d'Italie 2004 a eu lieu le 17 mai 2004 entre la ville de Policoro et celle de Carovigno sur une distance de 142 km. Elle a été remportée au sprint par l'Américain Fred Rodriguez (Acqua & Sapone-Caffè Mokambo) devant les Italiens Alessandro Petacchi (Fassa Bortolo) et Angelo Furlan (Alessio-Bianchi). Damiano Cunego (Saeco) conserve le maillot rose de leader à l'issue de l'étape du jour.

## Classement de l'étape
| \| Classement de l'étape \| Classement de l'étape \| Classement de l'étape \| Classement de l'étape \| Classement de l'étape \| \| Coureur \| Coureur \| Pays \| Équipe \| Temps \| \| --------------------- \| --------------------- \| --------------------- \| ---------------------------------- \| --------------------- \| \| 1er \| Fred Rodriguez \| États-Unis \| Acqua & Sapone - Caffè Mokambo \| 4 h 04 min 38 s \| \| 2e \| Alessandro Petacchi \| Italie \| Fassa Bortolo \| + 0 s \| \| 3e \| Angelo Furlan \| Italie \| Alessio-Bianchi \| + 0 s \| \| 4e \| Robbie McEwen \| Australie \| Lotto-Domo \| + 0 s \| \| 5e \| Ján Svorada \| Tchéquie \| Lampre \| + 0 s \| \| 6e \| Andris Naudužs \| Lettonie \| Domina Vacanze \| + 0 s \| \| 7e \| Marco Zanotti \| Italie \| Vini Caldirola-Nobili Rubinetterie \| + 0 s \| \| 8e \| Robert Förster \| Allemagne \| Gerolsteiner \| + 0 s \| \| 9e \| Simone Cadamuro \| Italie \| De Nardi-Piemme Telekom \| + 0 s \| \| 10e \| Aliaksandr Usau \| Biélorussie \| Phonak Hearing Systems \| + 0 s \| |                     |             |                                    |                 |
| |                     |             |                                    |                 |
| |                     |             |                                    |                 |
| Classement de l'étape |                     |             |                                    |                 |
| Coureur | Coureur             | Pays        | Équipe                             | Temps           |
| 1er | Fred Rodriguez      | États-Unis  | Acqua & Sapone - Caffè Mokambo     | 4 h 04 min 38 s |
| 2e | Alessandro Petacchi | Italie      | Fassa Bortolo                      | + 0 s           |
| 3e | Angelo Furlan       | Italie      | Alessio-Bianchi                    | + 0 s           |
| 4e | Robbie McEwen       | Australie   | Lotto-Domo                         | + 0 s           |
| 5e | Ján Svorada         | Tchéquie    | Lampre                             | + 0 s           |
| 6e | Andris Naudužs      | Lettonie    | Domina Vacanze                     | + 0 s           |
| 7e | Marco Zanotti       | Italie      | Vini Caldirola-Nobili Rubinetterie | + 0 s           |
| 8e | Robert Förster      | Allemagne   | Gerolsteiner                       | + 0 s           |
| 9e | Simone Cadamuro     | Italie      | De Nardi-Piemme Telekom            | + 0 s           |
| 10e | Aliaksandr Usau     | Biélorussie | Phonak Hearing Systems             | + 0 s           |

## Classement général
L'étape s'étant terminé au sprint, pas de changement au classement général de l'épreuve. L'Italien Damiano Cunego (Saeco) porte toujours le maillot rose de leader. Il devance son coéquipier et compatriote Gilberto Simoni de dix secondes et Franco Pellizotti (Alessio-Bianchi) de vingt-huit secondes.
| \| Classement général \| Classement général \| Classement général \| Classement général \| Classement général \| \| Coureur \| Coureur \| Pays \| Équipe \| Temps \| \| ------------------ \| ------------------ \| ------------------ \| ---------------------------------- \| ------------------ \| \| 1er \| Damiano Cunego \| Italie \| Saeco \| 41 h 59 min 15 s \| \| 2e \| Gilberto Simoni \| Italie \| Saeco \| + 10 s \| \| 3e \| Franco Pellizotti \| Italie \| Alessio-Bianchi \| + 28 s \| \| 4e \| Yaroslav Popovych \| Ukraine \| Landbouwkrediet-Colnago \| + 31 s \| \| 5e \| Giuliano Figueras \| Italie \| Ceramica Panaria-Margres \| + 52 s \| \| 6e \| Serhiy Honchar \| Ukraine \| De Nardi-Piemme Telekom \| + 1 min 08 s \| \| 7e \| Dario Cioni \| Italie \| Fassa Bortolo \| + 1 min 10 s \| \| 8e \| Stefano Garzelli \| Italie \| Vini Caldirola-Nobili Rubinetterie \| + 1 min 15 s \| \| 9e \| Andrea Noè \| Italie \| Alessio-Bianchi \| + 1 min 17 s \| \| 10e \| Eddy Mazzoleni \| Italie \| Saeco \| + 1 min 29 s \| |                   |         |                                    |                  |
| |                   |         |                                    |                  |
| |                   |         |                                    |                  |
| Classement général |                   |         |                                    |                  |
| Coureur | Coureur           | Pays    | Équipe                             | Temps            |
| 1er | Damiano Cunego    | Italie  | Saeco                              | 41 h 59 min 15 s |
| 2e | Gilberto Simoni   | Italie  | Saeco                              | + 10 s           |
| 3e | Franco Pellizotti | Italie  | Alessio-Bianchi                    | + 28 s           |
| 4e | Yaroslav Popovych | Ukraine | Landbouwkrediet-Colnago            | + 31 s           |
| 5e | Giuliano Figueras | Italie  | Ceramica Panaria-Margres           | + 52 s           |
| 6e | Serhiy Honchar    | Ukraine | De Nardi-Piemme Telekom            | + 1 min 08 s     |
| 7e | Dario Cioni       | Italie  | Fassa Bortolo                      | + 1 min 10 s     |
| 8e | Stefano Garzelli  | Italie  | Vini Caldirola-Nobili Rubinetterie | + 1 min 15 s     |
| 9e | Andrea Noè        | Italie  | Alessio-Bianchi                    | + 1 min 17 s     |
| 10e | Eddy Mazzoleni    | Italie  | Saeco                              | + 1 min 29 s     |

## Classements annexes
| Classement par points | Classement par points | Classement par points | Classement par points              | Classement par points |
| Coureur               | Coureur               | Pays                  | Équipe                             | Points                |
| --------------------- | --------------------- | --------------------- | ---------------------------------- | --------------------- |
| 1er                   | Alessandro Petacchi   | Italie                | Fassa Bortolo                      | 125 pts               |
| 2e                    | Robbie McEwen         | Australie             | Lotto-Domo                         | 80 pts                |
| 3e                    | Olaf Pollack          | Allemagne             | Gerolsteiner                       | 78 pts                |
| 4e                    | Damiano Cunego        | Italie                | Saeco                              | 70 pts                |
| 5e                    | Marco Zanotti         | Italie                | Vini Caldirola-Nobili Rubinetterie | 65 pts                |

| Classement par points | Classement par points | Classement par points | Classement par points              | Classement par points |
| Coureur               | Coureur               | Pays                  | Équipe                             | Points                |
| --------------------- | --------------------- | --------------------- | ---------------------------------- | --------------------- |
| 1er                   | Alessandro Petacchi   | Italie                | Fassa Bortolo                      | 125 pts               |
| 2e                    | Robbie McEwen         | Australie             | Lotto-Domo                         | 80 pts                |
| 3e                    | Olaf Pollack          | Allemagne             | Gerolsteiner                       | 78 pts                |
| 4e                    | Damiano Cunego        | Italie                | Saeco                              | 70 pts                |
| 5e                    | Marco Zanotti         | Italie                | Vini Caldirola-Nobili Rubinetterie | 65 pts                |

| Classement de la montagne | Classement de la montagne | Classement de la montagne | Classement de la montagne | Classement de la montagne |
| Coureur                   | Coureur                   | Pays                      | Équipe                    | Points                    |
| ------------------------- | ------------------------- | ------------------------- | ------------------------- | ------------------------- |
| 1er                       | Damiano Cunego            | Italie                    | Saeco                     | 28 pts                    |
| 2e                        | Fabian Wegmann            | Allemagne                 | Gerolsteiner              | 17 pts                    |
| 3e                        | Gilberto Simoni           | Italie                    | Saeco                     | 16 pts                    |
| 4e                        | Alexandre Moos            | Suisse                    | Phonak Hearing Systems    | 14 pts                    |
| 5e                        | Franco Pellizotti         | Italie                    | Alessio-Bianchi           | 12 pts                    |

| Classement de la montagne | Classement de la montagne | Classement de la montagne | Classement de la montagne | Classement de la montagne |
| Coureur                   | Coureur                   | Pays                      | Équipe                    | Points                    |
| ------------------------- | ------------------------- | ------------------------- | ------------------------- | ------------------------- |
| 1er                       | Damiano Cunego            | Italie                    | Saeco                     | 28 pts                    |
| 2e                        | Fabian Wegmann            | Allemagne                 | Gerolsteiner              | 17 pts                    |
| 3e                        | Gilberto Simoni           | Italie                    | Saeco                     | 16 pts                    |
| 4e                        | Alexandre Moos            | Suisse                    | Phonak Hearing Systems    | 14 pts                    |
| 5e                        | Franco Pellizotti         | Italie                    | Alessio-Bianchi           | 12 pts                    |

| Classement Intergiro | Classement Intergiro | Classement Intergiro | Classement Intergiro         | Classement Intergiro |
|                      | Coureur              | Pays                 | Équipe                       | Temps                |
| -------------------- | -------------------- | -------------------- | ---------------------------- | -------------------- |
| 1er                  | Massimo Strazzer     | Italie               | Saunier Duval-Prodir         | en 25 h 18 min 33 s  |
| 2e                   | Crescenzo D'Amore    | Italie               | Acqua & Sapone-Caffè Mokambo | + 4 s                |
| 3e                   | Marlon Pérez         | Colombie             | Colombia-Selle Italia        | + 20 s               |
| 4e                   | Aart Vierhouten      | Pays-Bas             | Lotto-Domo                   | + 22 s               |
| 5e                   | Mariano Piccoli      | Italie               | Lampre                       | + 23 s               |
| modifier             |                      |                      |                              |                      |

| Classement par équipes | Classement par équipes   | Classement par équipes | Classement par équipes |
| Équipe                 | Équipe                   | Pays                   | Temps                  |
| ---------------------- | ------------------------ | ---------------------- | ---------------------- |
| 1re                    | Saeco                    | Italie                 | 125 h 32 min 27 s      |
| 2e                     | Alessio-Bianchi          | Italie                 | + 1 min 51 s           |
| 3e                     | Lampre                   | Italie                 | + 5 min 04 s           |
| 4e                     | Ceramica Panaria-Margres | Italie                 | + 6 min 24 s           |
| 5e                     | Saunier Duval-Prodir     | Espagne                | + 8 min 01 s           |

| Classement par équipes | Classement par équipes   | Classement par équipes | Classement par équipes |
| Équipe                 | Équipe                   | Pays                   | Temps                  |
| ---------------------- | ------------------------ | ---------------------- | ---------------------- |
| 1re                    | Saeco                    | Italie                 | 125 h 32 min 27 s      |
| 2e                     | Alessio-Bianchi          | Italie                 | + 1 min 51 s           |
| 3e                     | Lampre                   | Italie                 | + 5 min 04 s           |
| 4e                     | Ceramica Panaria-Margres | Italie                 | + 6 min 24 s           |
| 5e                     | Saunier Duval-Prodir     | Espagne                | + 8 min 01 s           |